# Sara Müldner
Sara Wiktoria Müldner (ur. 30 maja 1989 w Warszawie) – polska aktorka, córka aktorki Izabelli Dziarskiej i polskiego rzeźbiarza Jacka Müldnera-Nieckowskiego.

## Życiorys
Debiutowała w wieku dziewięciu lat. Najbardziej znaczącą rolą odegraną przez Müldner jest postać Solange w wieku dziecięcym, córki George Sand w filmie Chopin. Pragnienie miłości z 2002. Szczególnie znana jest jednak z udziału w serialu Na dobre i na złe. Wystąpiła w wielu innych produkcjach telewizyjnych. Brała udział w sesjach zdjęciowych do artykułów o polskich gwiazdkach dziecięcych. Parokrotnie wystąpiła w programie Ewy Drzyzgi – Rozmowy w toku. Udziela się również jako aktorka dubbingowa – użyczyła głosu do m.in. takich filmów i kreskówek, jak Noddy, czy animowany serial Pippi.
W 2000 nagrodzona nagrodą Złotych Koziołków za najlepszą rolę dziecięcą na Międzynarodowym Festiwalu Filmów dla Dzieci i Młodzieży „Ale Kino!” w Poznaniu.
Studiowała w paryskiej szkole aktorskiej Cours Florent i filozofię na Sorbonie.

## Filmografia
- 1999: Trzy szalone zera – Tonia
- 1999: Palce lizać – Wandzia Miłoszek
- 1999-2007: Na dobre i na złe – Julka Nowak-Burska
- 2000: Nieznana opowieść wigilijna – Frania Skrudziak
- 2001: Lokatorzy – Kasia Bogacka (odc. 48)
- 2002: Chopin. Pragnienie miłości – Solange w dzieciństwie
- 2003: Tygrysy Europy 2 – siostra Rogera
- 2005: Sąsiedzi – Małgosia (odc. 65)
- 2007: Na boso – Ala
- 2009: Przystań – Malwina (odc. 2)
- 2012: Lubię mówić z tobą
- 2013: Lekarze – Monika Madej (odc. 15)

## Dubbing
- 1996: Dzieciaki do wynajęcia – Molly Ward
- 1998: Piotruś Pan i piraci (druga wersja dubbingowa) – Dzwoneczek
- 1998: Spider-Man (druga wersja dubbingowa) – Maria Taina Elizando (odc. 29-30)
- 1998: Szczęśliwy dzień – Maggie Taylor
- 1998: Krowa i Kurczak
- 1999: Gęsia skórka – Jamie Gold (odc. 49)
- 1999: Pippi (druga wersja dubbingowa) – Pippi Pończoszanka
- 1999: Gwiezdne wojny: część I – Mroczne widmo – Melee
- 1999: Walter Melon
- 2000: Toy Story 2
- 2000: Magiczny autobus (pierwsza wersja dubbingowa) – Phoebe Terese
- 2000: Chłopiec z malajskiej wioski – Ana
- 2000: Pippi – Pippi Pończoszanka
- 2000: Dinozaur – Suri
- 2001: Wampirek – Anna
- 2003: Mali agenci 2: Wyspa marzeń – Alexandra
- 2004: Noddy
- 2004: George Niewielki – Betty

## Teatr Telewizji
- 2001: Beatryks Cenci – Dolorida
- 2000: Błahostka – Karolina
- 1999: Dalej, niż na wakacje – Ula
- 1998: Swoja – Kasia
- 1998: Naparstek Pana Boga – Julia

## Programy telewizyjne
- 2006: Dzień dobry TVN (TVN) – uczestniczka paneli dyskusyjnych
- 2006: Pytanie na śniadanie (TVP2) – uczestniczka paneli dyskusyjnych
- 2012: Familiada (TVP2) – uczestniczka programu (odc. specjalny)
- 2020: Jaka to melodia? (TVP1) – uczestniczka programu (odc. specjalny – wygrana drużyna)